# Джеллаба

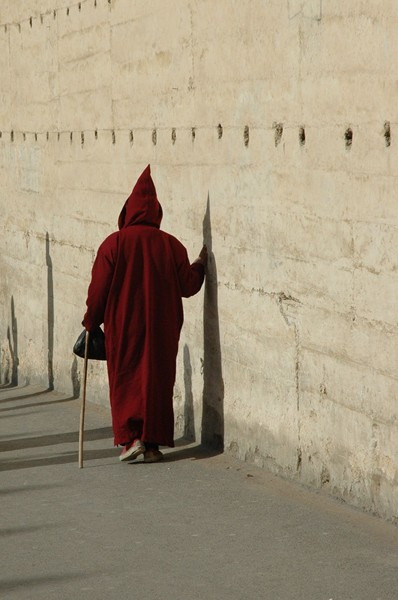

Джеллаба — традиционная берберская одежда, представляющая собой длинный, с остроконечным капюшоном свободный халат с пышными рукавами, распространённая среди мужчин и женщин арабоязычных стран Средиземного моря, в основном североафриканских. На сегодняшний день более всего распространена в Марокко.
Традиционно джеллабы изготавливались из грубой шерсти или хлопка. У ряда берберских племён цвет джеллабы призван был показать семейный статус носившего её человека (тёмно-коричневые джеллабы носились холостяками). Наличие в одежде капюшона объясняется необходимостью защиты от солнца и песка в жарком климате пустыни; также в капюшоне иногда предусматривался своего рода карман для хранения небольшого количества еды.